# Efrajim Urbach
Prof. Efrajim Elimelech Urbach (hebrejsky אפרים אלימלך אורבך‎; ‎1912 – 3. července 1991) byl izraelský rabín a význačný judaista, odborník na rabínskou literaturu a Talmud. V roce 1973 byl nominován stranami Likud a Národní náboženskou stranu do prezidentských voleb, v nichž se neúspěšně utkal s Efrajimem Kacirem, nominovaným Stranou práce. Volba byla rozhodnuta již v prvním kole, ve kterém Urbach získal 41 hlasů, oproti 64, které obdržel Kacir.

## Biografie
Pocházel z polského Białystoku, kde se narodil do chasidské rodiny. Studoval na univerzitách v Římě a ve Vratislavi a na rabínském semináři ve Vratislavi, kde získal v roce 1934 rabínskou ordinaci. V letech 1935–1938 na vratislavském rabínském semináři přednášel. Aliju do britské mandátní Palestiny podnikl roku 1938 a během druhé světové války sloužil jako rabín v Britské armádě. Po válce působil v řadě vzdělávacích institucí; nejprve jako středoškolský učitel. V letech 1950–53 byl inspektorem ministerstva školství a kultury. Od roku 1953 jako profesor na Hebrejské univerzitě v Jeruzalémě, kde vyučoval agadu a rabínskou literaturu. V roce 1958 byl jmenován profesorem Talmudu. Během let 1956–1960 byl předsedou Institutu pro židovská studia, v roce 1960/61 byl prorektorem. V letech 1963 až 1969 byl předsedou oddělení klasického vzdělávání Izraelské akademie věd a klasického vzdělávání, v letech 1974 až 1980 působil ve funkci viceprezidenta akademie a nakonec v letech 1980 až 1986 stanul v pozici prezidenta akademie.
Urbachova vědecká činnost pokrývala prakticky celou oblast Talmudu a rabínské literatury. Mezi jeho nejdůležitější práce patří dílo o tosafistech Ba'alej ha-tosafot (první vydání v roce 1956) a především jedno ze stěžejních děl v oblasti výzkumu rabínské literatury Chazal: Pirkej emunot ve-de'ot (anglicky The Sages: Their Concepts and Beliefs; první vydání v roce 1969). Kromě těchto děl uspořádal kritické vydání hebrejského díla Avrahama ben Azri'ela Arugat ha-bosem a byl autorem řady odborných článků a statí věnovaných dějinám halachy, rabínskému judaismu, agadickým midrašům a středověké polemické literatuře. Od roku 1970 byl editorem odborného časopisu Tarbic (Tarbiz).
V roce 1966 založil Hnutí za judaismus Tóry (Tnu'a le-jahadut šel Tora), jehož cílem bylo docílit progresivních změn v politice a hodnotách nábožensky založených židů v Izraeli.

## Ocenění
V roce 1955 mu byla udělena Izraelská cena za židovská studia a v roce 1983 společně s Nechamou Leibowitz získal Bialikovu cenu za židovské myšlení.